# Friedhelm Jürgensmeier

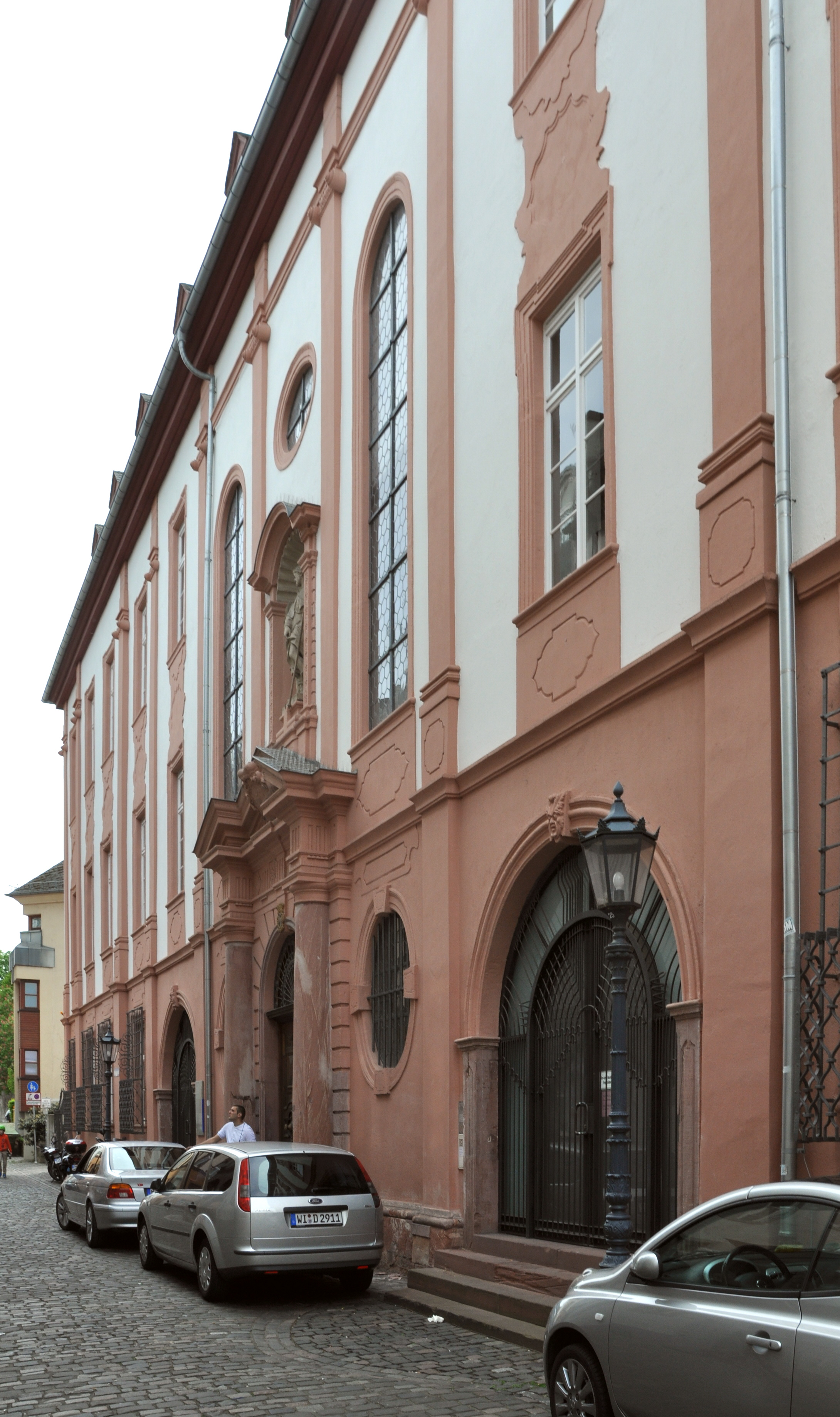
Teilansicht des Rochusstifts, in dem das Institut für Mainzer Kirchengeschichte untergebracht ist, dessen Leiter Jürgensmeier bis 2013 war

Friedhelm Jürgensmeier (* 27. März 1936 in Letmathe, heute Stadt Iserlohn) ist ein deutscher katholischer Kirchenhistoriker. Er wirkte unter anderem als Professor für Mittlere und Neuere Kirchengeschichte.

## Leben und Werk
Friedhelm Jürgensmeier trat 1955 in den Orden der Missionare von der Heiligen Familie ein und begann 1955 sein Studium der Katholischen Theologie, Philosophie, Kirchengeschichte und Christlichen Archäologie an der Ordenshochschule der Missionare von der Heiligen Familie im Kloster Ravengiersburg, das er 1957 bis 1967 in Rom fortsetzte. Am 8. Dezember 1960 wurde er von Bischof Wilhelm Kempf in Limburg an der Lahn zum Priester geweiht. 1967 wurde er an der Päpstlichen Universität Gregoriana zum Dr. hist. eccl. promoviert. Ab 1967 war er zunächst Wissenschaftlicher Assistent an der Katholisch-Theologischen Fakultät der Universität Mainz. Dort habilitierte sich Jürgensmeier 1973 mit einer Arbeit über den Erzbischof und Kurfürsten Johann Philipp von Schönborn (1647–1673).
Im Jahr 1974 wurde er zunächst außerplanmäßiger, 1976 ordentlicher Professor am Fachbereich Katholische Theologie der Universität Mainz. 1980 wurde er zum Leiter des von ihm initiierten und vom Bistum Mainz getragenen Instituts für Mainzer Kirchengeschichte berufen, wo er u. a. die Reihe Beiträge zur Mainzer Kirchengeschichte herausgab. Am 16. Oktober 1991 weihte Generalvikar Martin Luley neue Räumlichkeiten für das Institut im Rochusstift ein.
1982 erhielt er einen Ruf an die Universität Osnabrück und war dort von 1983 bis zu seiner Emeritierung im Jahre 2001 Inhaber des Lehrstuhls für Historische Theologie: Kirchengeschichte am Gemeinsamen Fachbereich Katholische Theologie (Osnabrück/Vechta) der Universität Osnabrück.
Seit 1969 ist er Mitglied der Gesellschaft für mittelrheinische Kirchengeschichte, war von 1975 bis 1992 Ratsherr, von 1973 bis 1988 Schriftleiter für das Bistum Mainz und von 1988 bis 2012 Hauptschriftleiter der von der Gesellschaft herausgegebenen Zeitschrift Archiv für mittelrheinische Kirchengeschichte. 1997 wurde ihm für seine Verdienste die Plakette der Gesellschaft verliehen.
1988 wurde er in die Bayerische Benediktinerakademie aufgenommen. Von 1990 bis 2005 war er im Vorstand der Gesellschaft zur Herausgabe des Corpus Catholicorum und dort Mitherausgeber der Reformationsgeschichtlichen Studien und Texte. Ebenso ist er Mitglied in der Hessischen Historischen Kommission Darmstadt und in der Historischen Kommission für Nassau.
Jürgensmeiers Arbeitsschwerpunkte sind Kirchen-, Reichs- und Bildungsgeschichte der Frühen Neuzeit, Mainzer Kirchengeschichte, Missions- und Ordensgeschichte sowie religiöse Volkskunde.
Friedhelm Jürgensmeier wurde im August 2013 von Generalvikar Dietmar Giebelmann als Leiter des Instituts für Mainzer Kirchengeschichte verabschiedet. Nachfolger wurde Claus Arnold.

## Schriften (Auswahl)
Siehe Regina E. Schwerdtfeger: Publikationen von Friedhelm Jürgensmeier. Institut für Mainzer Kirchengeschichte, abgerufen am 6. April 2012. 2019
- Die katholische Kirche im Spiegel der Karikatur der deutschen satirischen Tendenzzeitschriften von 1848 bis 1900. Neu, Trier 1969 (Dissertation).
- Das Bistum Mainz. Von der Römerzeit bis zum II. Vatikanischen Konzil. Knecht, Frankfurt am Main 1989, ISBN 3-7820-0570-8.
- (Hrsg.): „... zu denen in der Ferne gehen ...“. Missionare von der Heiligen Familie (1895–1995). Missionshaus Hl. Familie, Betzdorf 1995, ISBN 3-9804290-0-8.
- (Hrsg.): Das Bistum Worms von der Römerzeit bis zur Auflösung 1801. Echter, Würzburg 1997, ISBN 3-429-01876-5.
- (Hrsg.): Handbuch der Mainzer Kirchengeschichte. 3 Bände. Echter, Würzburg 1997–2002, Digitalisat.
- mit Regina E. Schwerdtfeger (Hrsg.): Orden und Klöster im Zeitalter von Reformation und katholischer Reform 1500–1700. 3 Bände (= Katholisches Leben und Kirchenreform im Zeitalter der Glaubensspaltung. Bände 65–67). Münster 2005–2007.
- mit Regina E. Schwerdtfeger: Die Mönchs- und Nonnenklöster der Zisterzienser in Hessen und Thüringen (= Germania Benedictina. Band 4, 1–2). EOS, St. Ottilien 2011, ISBN 978-3-8306-7450-4.[10]